# والنتین هوگو
والنتین هوگو (انگلیسی: Valentine Hugo؛ ۱۶ مارس ۱۸۸۷ – ۱۹۶۸ (۸۰−۸۱ سال)) هنرمند، نویسنده، نقاش و تصویرگر فراواقع‌گرایی اهل فرانسه بود. او ولنتاین ماری آگوستین گروس، تنها دختر آگوست گروس و زلی دملین، در بولون-سور-مر به دنیا آمد. او بیشتر به خاطر کارش با باله روسی و با سوررئالیست‌های فرانسوی شناخته شده‌است. هوگو در پاریس درگذشت.
از فیلم‌ها یا برنامه‌های تلویزیونی که وی در آن نقش داشته‌است می‌توان به عصر طلایی اشاره کرد.
وی جزو هنرمندان شاخص فرانسه قلمداد می‌شود.

## زندگی‌نامه
ولنتاین در بولون-سور-مر فرانسه متولد شد. پدر هوگو عاشق تئاتر و موسیقی بود، و تا زمان مرگش در سال ۱۹۰۳، ولنتاین را در دستیابی به علایقش همراهی کرد. پس از مرگ هوگو، همسرش زلی، دخترش را به تنهایی بزرگ کرد.
ولنتاین هوگو تا سال ۱۹۰۷ در بولون-سور-مر تحصیل و جوایز متعددی را برای موفقیت در طراحی دریافت کرد، و در آن زمان وارد مدرسه هنرهای زیبا در پاریس شد. در آنجا او در استودیو آکادمی هامبرت مشغول به کار شد و در سالن هنرمندان فرانسوی در سال ۱۹۰۹ و بار دیگر در ۱۹۱۱ اقدام به برگزاری نمایشگاه نمود. در سال ۱۹۰۸، ولنتاین هوگو با هنرمندی به نام ادموند امان ژان ملاقات کرد، که پرتره او را در سال ۱۹۰۹ ترسیم و فعالیت‌های هنری هوگو را تشویق کرد.
کار هوگو با باله روس، او را با ژان کوکتو آشنا کرد که باعث آشنایی او با چندین چهره مهم زندگی‌اش شد، از جمله همسر آینده‌اش، هنرمند فرانسوی ژان هوگو (۱۸۹۴–۱۹۸۴) که نوه ویکتور هوگو بود. در سال ۱۹۱۹ با ژان هوگو ازدواج کرد. مشارکت او با باله فرصت‌های زیادی برای هوگو برای پیشرفت آثار هنری اش فراهم کرد. او اغلب طرح‌هایی از رقص باله می‌کشید و شیفتگی خاصی به واسلاو نیژینسکی رقصنده و طراح رقص داشت. در سال ۱۹۱۳ او نقاشی‌های خود را در تئاتر شانزلیزه در اولین نمایش «آیین بهار» به نمایش گذاشت.
هوگو و کوکتو برای اجرای رژه باله، که در ۱۸ مه ۱۹۱۷ نمایش داده شد، همکاری کردند.
هوگو میزبان سالن‌هایی با هنرمندان، نویسندگان و نوازندگان بسیاری در پاریس، از جمله رهبران آوانگارد مانند پابلو پیکاسو، آندره برتون و پل الوارد بود.

### ولنتاین و سوررئالیست‌ها
هوگو در سال ۱۹۱۷، قبل از شروع سوررئالیسم، با برتون در یکی از خوانش‌های کوکتو آشنا شد. دوستی او با برتون و الوارد، باعث آشنایی او با سوررئالیست‌ها از جمله سالوادور دالی و ماکس ارنست شد. این سه، همراه با دیگر اعضای جنبش در سال‌های ۱۹۳۱ و ۱۹۳۲ با هم سفر می‌کردند. هوگو تنها عضو گروه بود که وسیله نقلیه داشت و همراهانش را به مقصد می‌برد.
ولنتاین و ژان در سال ۱۹۲۶ زندگی جدا از هم را آغاز کردند و در نهایت در سال ۱۹۳۲ از هم جدا شدند. جدایی او از شوهرش به هوگو آزادی بیشتری برای ارتباط بیشتر با گروه سوررئالیست داد. او در ماه مه ۱۹۳۲ به همان ساختمانی نقل مکان کرد که الوار و برتون در آن زندگی می‌کردند.